# Aquilaria microcarpa
Aquilaria microcarpa Baill. – gatunek należący do rodziny wawrzynkowatych. Występuje naturalnie w Azji Południowo-Wschodniej.

## Rozmieszczenie geograficzne
Rośnie naturalnie w Indonezji (na Sumatrze i w Kalimantanie) oraz Malezji (w stanach Sabah i Sarawak). Według niektórych źródeł także w Singapurze i na Półwyspie Malajskim.

## Morfologia
PokrójDrzewo dorastające do 40 m wysokości. Kora ma barwę szarą i popękaną powierzchnię. Młode gałązki są jasnobrązowe.
LiścieZ wierzchu są błyszczące i nagie (rzadziej matowe), natomiast od spodu owłosione. Mają kształt podłużnie eliptyczny lub odwrotnie jajowaty. Wierzchołek liścia jest ostro zakończony. Mają 4,5–10 cm długości i 1,5–4,5 cm szerokości. Posiadają 12–19 par nerwów, które są widoczne zarówno z wierzchu, jak i od spodu liścia. Ogonek liściowy ma 3–5 mm długości i jest owłosiony.
KwiatyZebrane po 6–11 w kwiatostany. Mają białą, jasnożółtą lub żółtą barwę. Osadzone na szypułce o długości 5 mm. Działki kielicha mają jajowaty lub podłużny kształt i są gęsto owłosione po obu stronach. Pręciki mają długość 1–1,5 mm. Główka pręcika ma średnicę 0,5 mm. Słupek ma jajowaty kształt i długość 1,5–2 mm. Zalążnia jest gęsto owłosiona.
OwoceMają kształt prawie sercowaty. Są nieco spłaszczone o długości 8–12 mm i szerokości 10–12 mm. Nasiona są jajowate, brązowe i owłosione, o długości 6 mm i szerokości 4 mm.

## Biologia i ekologia
Naturalnym siedliskiem są lasy nizinne na wysokości do 200 m n.p.m.

## Zastosowanie
Wartość handlową ma przeobrażone, w wyniku infekcji grzybami lub bakteriami, drewno. Nosi ono handlową nazwę agar ((ang.) agarwood, (arab.) oud). Roślina zainfekowana grzybami pleśniowymi wydziela aromatyczny olej ochronny, który wysyca obszary objęte infekcją (korzenie, gałęzie lub pień), które stopniowo stają się twardsze. Twardziel, który naturalnie jest stosunkowo jasny i lekki zmienia barwę na ciemnobrązową lub czarną. Pozyskiwane są wyłącznie przeobrażone części drzewa, z nadzieją, że nie leczona choroba spowoduje zmiany w kolejnych partiach drzewa.
Agar jest wykorzystywany w produkcji perfum oraz w medycynie tradycyjnej. Ze względu na kosztowny i pracochłonny proces ekstrakcji jest ono bardzo drogie. Minimum 20 kg niskiej jakości drewna żywicznego potrzebne jest do wytworzenia 12 ml oleju agarowego. Najwyższej jakości olej otrzymywany jest z drzew starszych niż 100 lat. Sprzedaż perfum opartych na tym ekstrakcie rośnie z roku na rok. 
Ważnym zastosowaniem drewna tego gatunku jest produkcja kadzidła. Agar jest także używany jako afrodyzjak, zarówno w postaci olejku, jak i kadzidła. Olej jest sprzedawany w aptekach wietnamskich do użytku wewnętrznego. Medycyna chińska wykorzystuje proszek z drewna w leczeniu marskości wątroby oraz innych dolegliwości. Ma zastosowanie również w leczeniu nowotworów płuc i żołądka.

## Zagrożenia
W celu pozyskania kilku kilogramów zainfekowanego drewna konieczne jest wycięcie wielu drzew. Wzrost handlu tym drewnem w ciągu ostatniej dekady doprowadził do nadmiernej eksploatacji w całym zasięgu występowania gatunku. Według Czerwonej księgi gatunków zagrożonych jest on narażony na wyginięcie (VU – vulnerable).